# Kusamono
 (février 2017).
Si vous disposez d'ouvrages ou d'articles de référence ou si vous connaissez des sites web de qualité traitant du thème abordé ici, merci de compléter l'article en donnant les références utiles à sa vérifiabilité et en les liant à la section « Notes et références ».
Kusamono (草物, littéralement « chose d'herbe ») est une présentation d’herbes ou de fleurs exposée en solitaire.

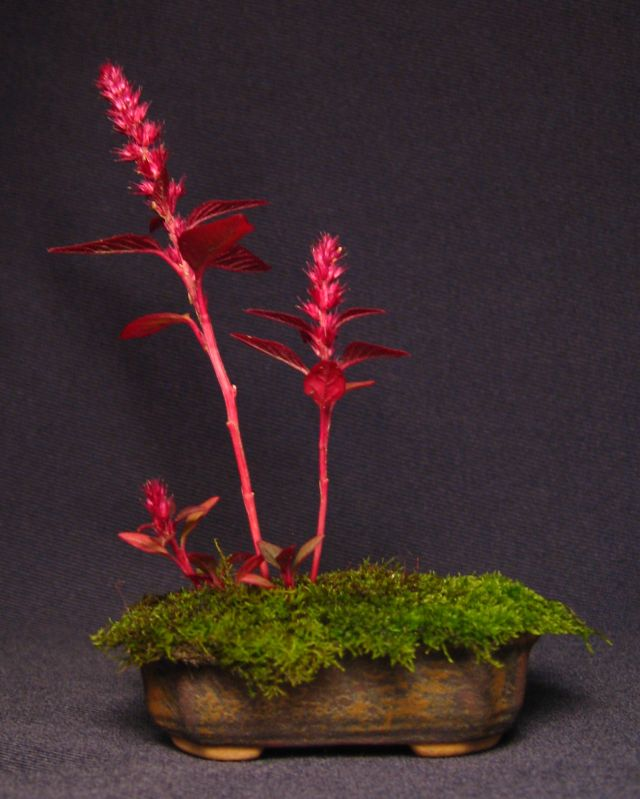
Kusamono d'amaranthe.

Autrefois au Japon, il était courant de créer des compositions florales à partir de plantes sauvages trouvées en montagne (en pot, à la différence de l’ikebana). Elles pouvaient être exposées dans le tokonoma.
Aujourd’hui, on appelle aussi ce type de plante « bonsaï d’herbes » ou « kusabonsai ».
On parle de shitakusa ou « plantes d’accompagnement » lorsque le kusamono est placé en accompagnement d'un bonsaï et qu’il n’est donc pas l’objet principal de l’exposition. Ils sont alors souvent un indicateur de saison. Ils peuvent aussi mettre en valeur un aspect du bonsaï. Une plante gracile et haute mettra en valeur la rudesse d'un tronc solide et une plante trapue et ramassée sur elle-même mettra en valeur l'élégance d'un tronc fin et gracieux.